# Уст-Нера
Уст-Нера (рус. Усть-Нера) мања је варошица и административни центар Ојмјаконског рејона у источном делу Јакутије.
Варошица је смештена на ушћу реке Нере у Индигирку. Предео насеља Уст-Нера и Ојмјаконски рејон уопште, познати су по поларној хладноћи. У насељу се налази центар за прераду златне руде, па је становништво углавном специјализовано за производњу злата.
Насеље има око 5.846 становника (2013).

## Галерија
- Уст-Нера 1960. године
- Уст-Нера данас

## Становништво
| 1959.  | 1970. | 1979.  | 1989.  | 2002. | 2010. |
| ------ | ----- | ------ | ------ | ----- | ----- |
| 10.789 | 7.820 | 10.399 | 12.535 | 9.457 | 6,463 |